# Wołodymyr Janiw (wojskowy)
Wołodymyr Janiw, ukr. Володимир Янів, pol. Włodzimierz Janów (ur. 22 sierpnia 1921 w Drohowyżu, zm. 6 stycznia 2010 w Carteret w stanie New Jersey) – polski wojskowy narodowości ukraińskiej, odznaczony Krzyżem Srebrnym Orderu Wojennego Virtuti Militari za uratowanie pięciu oficerów w czasie bitwy o Monte Cassino.

## Życiorys
Urodził się we wsi Drohowyż w województwie lwowskim II Rzeczypospolitej. Ukończył szkołę elementarną, po czym uzyskał wykształcenie średnie i dzięki staraniom rodziców wstąpił na Politechnikę Lwowską. W czasie studiów wstąpił do Organizacji Ukraińskich Nacjonalistów.
Na początku 1940 roku funkcjonariusze NKWD otoczyli jego uczelnię i aresztowali 17 studentów, w tym Janowa. Bez śledztwa i procesu trafił do więzienia; błąkał się po sowieckich więzieniach w Drohobyczu, Lwowie, Kijowie, Samborze i Starobielsku, a także w lasach koło Gorkiego. Ostatecznie wywieziono go na Syberię i skazano na niewolniczą pracę w tajdze.
19 września 1941 roku, w dniu podpisania układu Sikorski-Majski, Janiw został zwolniony z więzienia i przewieziony pociągiem do Kujbyszewa, gdzie mieściła się komisja rekrutacyjna Wojska Polskiego. Tam stanął przed wyborem: albo zgłosić się na ochotnika do służby w Wojsku Polskim albo wrócić do obozów NKWD. Komisja jednak odmówiła przyjęcia go ze względu na młody wiek. Zamiast tego wysłano go do Taszkentu, a stamtąd do kołchozu nad rzeką Amu-daria. Do zbioru uprawianej tu bawełny zorganizowano drużynę robotniczą składającą się z Polaków i kilku Ukraińców. Po zakończeniu prac ponownie wysłano ich do stolicy Uzbekistanu.
W tym samym czasie wśród żołnierzy armii polskiej szerzył się tyfus. 6 stycznia 1942 roku na tę chorobę zachorował także Janiw i do 18 marca przebywał w szpitalu. Opiekujący się nim lekarz okazał się być kolegą jego ojca jeszcze z czasów armii austriackiej. Dzięki jego staraniom Janiw został przeniesiony do polskiego szpitala wojskowego, gdzie działała komisja ds. werbowania młodzieży do wojska. Z kategorią zdrowia „C” Janiw przedostał się do Iranu, gdzie zgłosił się do służby na ochotnika. Żołnierze otrzymali nowe mundury i udali się do Palestyny.
Początkowo Janiw znajdował się w 7 Dywizji Piechoty, a po jej reorganizacji został przeniesiony do 3 Dywizji Strzelców Karpackich, w której służyło wielu żołnierzy z jego rodzinnych stron. Po ukończeniu szkolenia Janiw został przydzielony do oddziałów łączności; studiował podstawy telegrafii i teletechniki. Podczas pobytu w Tel Awiwie uzyskał maturę, po czym został skierowany do szkoły oficerskiej łączności. W pobliżu Trypolisu w Libii odbył kurs wspinaczki wysokogórskiej. W Egipcie zdał egzamin, uzyskał certyfikat i we wrześniu 1943 został przeniesiony do Włoch. Przez kilka miesięcy służył jako instruktor na kursach niedaleko miasta Bari. W swoich powojennych wspomnieniach odnotował, że często bywał na koncertach Ireny Jarosewycz, znanej polskiej aktorki ukraińskiego pochodzenia, przyszłej żony generała Andersa.
W styczniu 1944 roku Janiw powrócił do 3. batalionu piechoty, który na początku kwietnia został wysłany do walki pod Monte Cassino w składzie 2 Korpusu Polskiego. Janiw, już w stopniu podporucznika, służył na stanowisku obserwacyjnym, brał udział w walkach i uratował życie pięciu oficerom, wynosząc ich spod ostrzału. Za swoje bohaterstwo został odznaczony Orderem Wojennym Virtuti Militari V klasy. Później walczył nad rzeką Senio, w Ankonie i Forlì, docierając z 2 Korpusem do północnych Włoch. Po zakończeniu działań wojennych do lata 1946 roku pełnił służbę wartowniczą w obozach jenieckich.
Na polu walki awansował do stopnia porucznika, po demobilizacji otrzymał stopień kapitana, a w 1982 roku Rząd Ukraińskiej Republiki Ludowej na emigracji nadał mu stopień majora. W 1947 został zwolniony ze służby, osiadł w Anglii i podjął pracę w cywilu. Tam poznał Stefanię, Ukrainkę, z którą ożenił się w 1950 roku. Rok później urodziła się ich córka Lidia. W 1956 roku Janiw z rodziną przeniósł się do Stanów Zjednoczonych, gdzie mieszkała także rodzina jego żony. Pracował jako inżynier.
Na emigracji aktywnie udzielał się w życiu społeczności ukraińskiej, pracował jako nauczyciel, a później dyrektor Szkoły Ukrainistyki w Carteret, założonej przez niego w 1966 roku przy cerkwi greckokatolickiej św. Marii. Został członkiem Zarządu Głównego Organizacji Obrony Czterech Wolności Ukrainy, rzecznikiem prasowym Ukraińskiego Związku Ludowego i członkiem Fundacji „Wola”. Przez długi czas należał do wydziału Ukraińskiego Komitetu Kongresowego Ameryki w Carteret, został wybrany na sekretarza finansowego, a tym samym na członka Krajowego Zarządu tej organizacji i przewodniczącego Krajowej Rady Koordynacyjnej UKKA w New Jersey. Na łamach gazety „Swoboda” zaproponował utworzenie komitetu, który opiekowałby się grobami Ukraińców poległych pod Monte Cassino i zająłby się budową pomnika ku ich pamięci. Zmarł po długiej i ciężkiej chorobie w 2010 roku.